# Maurice Desimpelaere
Maurice Desimpelaere, foi um ciclista belga nascido a 28 de maio de 1920 em Ledegem, e falecido a 30 de janeiro de 2005 em Wevelgem.

## Palmarés
- 1944
  - Paris-Roubaix

- 1945
  - Grande Prêmio de Espéraza

- 1946
  - Através de Flandres, mais 1 etapa

- 1947
  - Gante-Wevelgem
  - De Drie Zustersteden

- 1949
  - Paris-Saint-Étienne, mais 1 etapa